# فانيسا فيدال
فانيسا فيدال (بالفرنسية: Vanessa Vidal)‏ هي متزحلقة فرنسية، ولدت في 21 ديسمبر 1974 في سان-جان-دي-موريين في فرنسا.

## وصلات خارجية
- فانيسا فيدال على موقع الاتحاد الدولي للتزلج (التزلج على المنحدرات الثلجية) (الإنجليزية)
- فانيسا فيدال على موقع أوليمبيديا (الإنجليزية)